# Alambrados de Allende
Los Alambrados de Allende es un equipo de béisbol que compite en la Liga del Norte de Coahuila con sede en  Allende, Coahuila, México.

## Historia
Los Alambrados de Allende hicieron su debut para la temporada 2018 terminando en quinto lugar. 
Para la temporada 2019 terminaron de nuevo en quinto lugar clasificando a postemporada debido a que el sistema de competencia había cambiado. Vencieron a los Barreteros de Barroterán 3 juegos a 1 en la primera serie de playoffs pero fueron eliminados en semifinales por los Acereros de Monclova en 4 juegos.

## Jugadores

### Roster actual
Por definir.